# 숙제

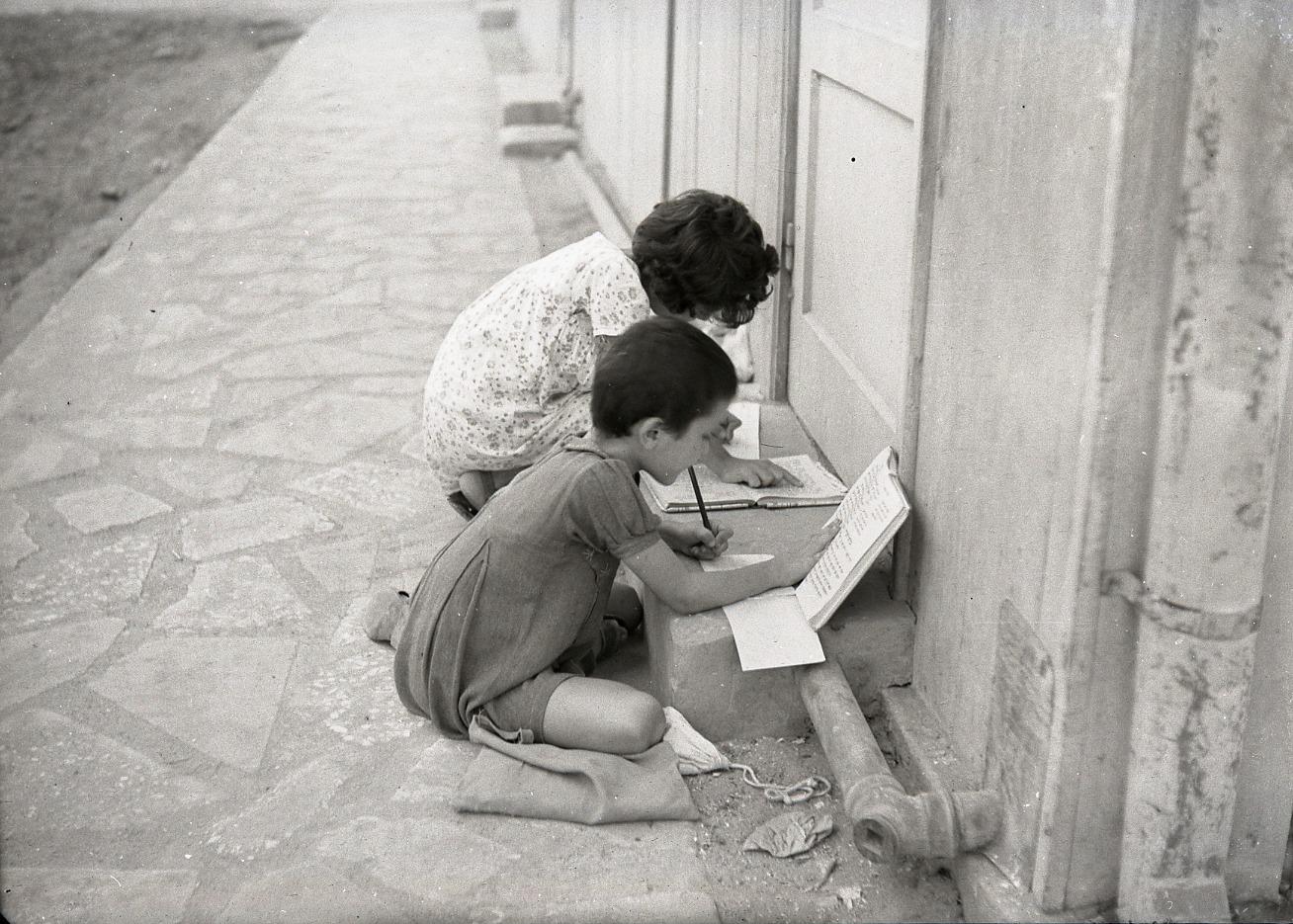

숙제(宿題)는 교실 밖에서 준비하거나 집에서 공부하는 학교 수업, 아니면 학교에 가기 앞서 미리 공부하는 것을 뜻한다. 미리 공부하는 것은 예습이라고 하고, 배운 것을 다시 익히는 것은 복습이라고 한다.

## 설명
넓게 보면, 학교 등에서 선생이 아동, 학생, 학습자에게 부과하는 스스로 학습의 과제 전반을 숙제라고 부른다. 숙제는 수업 도중에 제공되기도 하고, 정기적인 시험 직전이나 직후, 아니면 오래 쉬는 동안(여름·겨울 방학 등) 과제로 제공되기도 한다. 유인물, 교과서 등의 연습 문제, 문제집 등의 문제 연습, 작문이나 보고서, 작품 제작 등 여러 가지가 있다. 학습자는 집이나 도서관 등에서 숙제를 한 다음, 선생에게 이를 제출한다. 제출된 숙제는 교사가 내용을 살펴 보면서, 도장을 찍거나 필요한 부분을 지우거나 추가한 다음 되돌려 준다.
숙제를 내려는 의도나 까닭은 여러 가지이며, 교사에 따라 다르지만 많게는 수업을 잘 이해하고 있는지, 학습자의 의식은 어떠한지 알기 위함이다. 유인물 등에 따른 문제 연습은 전자에 해당하며, 작문이나 감상문의 종류는 후자에 해당한다.
학생에게 숙제를 제공하는 방법은 다음과 같다. 초중등 교육 시기에는 유인물이나 연습 문제지, 문제집 등의 주어진 학습 과제에 답을 쓰고, 아니면 글쓰기나 신문 만들기 등 자기의 의견과 생각을 정리하는 것 등이 많다. 중고등교육으로 진행함에 따라 주어진 과제나 스스로가 학습하고 연구한 내용 등을 정리하여 짤막한 논문 형태의 보고서를 제출한다. 2020년에는 개학이 연기되면서 온라인으로 숙제를 내주기도 하였다.
숙제는 대개 제출 기한이 있기 때문에, 그 기한 안에 지정된 내용을 학습하여 제출해야 한다. 내용이 충분하지 않으면 다시 제출을 요구받기도 하며, 기한 안에 제출하지 못하면 감점을 받기도 한다.

## 숙제 대행 사업
숙제 대행 서비스가 사업의 한 형태로 태어나고 있다. 인터넷을 통해 숙제를 부탁하면, 어느 정도의 기간이 지나면 답안이 적힌 숙제를 제공한다. 남의 숙제를 대신 해 준다는 이러한 서비스 가운데, 계산 문제부터 독서 감상문, 자유 연구 등을 취급하는 곳도 있다.
대한민국에서는 숙제 대행 서비스는 넓게 유행하고 있기 때문에 문제가 대두되고 있다.

## 기타
현재 대한민국에서는 숙제에도 셔틀이 있는 반면에, 유럽 (특히 프랑스)에는 숙제가 없는 경우도 있다.

## 참고 문헌
1. ↑  ''너무 바쁜(?) 아이들을 위한'' 방학숙제 대행업 유행[깨진 링크(과거 내용 찾기)]

## 같이 보기
- 수필
- 교육
- 학교